# JETMS
Jet Maintenance Solutions （Jet MS）是一家航空维护、修理和大修公司。 该公司成立于2007年 ，是全球航空业务集团阿维亚解决方案集团 ，该集团在全球设有83个办事处和生产基地，雇用了7000多名航空和其他行业的专业人员，为五大洲的2000多名客户提供服务。 
Jet Maintenance Solutions被认为是窄体飞机MRO （维护，维修和大修）市场的领先者之一。 

## 服务飞机类型
Jet MS经EASA Part-145认证 ，为Hawker Beechcraft 700/750/800 / 800XP / 850XP / 900XP；庞巴迪CRJ 100/200/440； 庞巴迪挑战者604/605/850； 庞巴迪环球5000/6000提供航线和基地维护